# Ligne Hapi-Line Fukui
La ligne Hapi-Line Fukui (ハピラインふくい線, Hapirain Fukui-sen) est une ligne ferroviaire de la compagnie Hapi-Line Fukui située dans les préfectures de Fukui et d'Ishikawa au Japon. Elle relie la gare de Tsuruga à Tsuruga à la gare de Daishōji à Kaga.

## Histoire
La ligne ouvre en 1896 et fait partie alors de la ligne Hokuriku.
Le 16 mars 2024, à l'occasion de l'ouverture du prolongement de la ligne Shinkansen Hokuriku à Tsuruga, la section de la ligne principale Hokuriku de Tsuruga à Daishōji est transférée à la compagnie Hapi-Line Fukui et devient la ligne Hapi-Line Fukui.

## Caractéristiques

### Ligne
- longueur : 84,3 km
- écartement des voies : 1 067 mm
- nombre de voies : 2
- électrification : courant alternatif 20 000 V - 60 Hz
- vitesse maximale : 110 km/h

### Services et interconnexions
La ligne est parcourue par des trains de type Local (omnibus) et Rapid. Ceux-ci peuvent continuer sur la ligne IR Ishikawa Railway.
La ligne est également parcourue par des trains de fret.

### Liste des gares
La ligne comporte 19 gares de passagers et une gare de fret.
| Gare                             | Nom japonais | Distance (km) | Correspondances | Localisation                     | Localisation          |
| -------------------------------- | ------------ | ------------- | --- | -------------------------------- | --------------------- |
| Tsuruga                          | 敦賀         | 0             | JR West : Shinkansen Hokuriku, Hokuriku, Obama                                                                          | Tsuruga                          | Préfecture de Fukui   |
| Minami-Imajō                     | 南今庄       | 16,6          | | Minamiechizen, District de Nanjō | Préfecture de Fukui   |
| Imajō                            | 今庄         | 19,2          | | Minamiechizen, District de Nanjō | Préfecture de Fukui   |
| Yunoo                            | 湯尾         | 22,8          | | Minamiechizen, District de Nanjō | Préfecture de Fukui   |
| Nanjō                            | 南条         | 26,3          | | Minamiechizen, District de Nanjō | Préfecture de Fukui   |
| Ōshio                            | 王子保       | 30,8          | | Echizen                          | Préfecture de Fukui   |
| Takefu                           | 武生         | 35,1          | Fukui Railway : Fukubu (à Takefu-shin)                                                                                  | Echizen                          | Préfecture de Fukui   |
| Sabae (ja)                       | 鯖江         | 40,3          | | Sabae                            | Préfecture de Fukui   |
| Kita-Sabae                       | 北鯖江       | 43,5          | | Sabae                            | Préfecture de Fukui   |
| Ōdoro                            | 大土呂       | 48,2          | | Fukui                            | Préfecture de Fukui   |
| Echizen-Hanandō                  | 越前花堂     | 51,4          | JR West : Etsumi-Hoku (interconnexion)                                                                                  | Fukui                            | Préfecture de Fukui   |
| Terminal de fret de Minami-Fukui | 南福井       | 52,2          | | Fukui                            | Préfecture de Fukui   |
| Fukui                            | 福井         | 54,0          | JR West : Shinkansen Hokuriku Echizen Railway : Katsuyama Eiheiji, Mikuni Awara Fukui Railway : Fukubu (à Fukui-Ekimae) | Fukui                            | Préfecture de Fukui   |
| Morita                           | 森田         | 59,9          | | Fukui                            | Préfecture de Fukui   |
| Harue                            | 春江         | 62,2          | | Sakai                            | Préfecture de Fukui   |
| Maruoka                          | 丸岡         | 65,9          | | Sakai                            | Préfecture de Fukui   |
| Awaraonsen                       | 芦原温泉     | 71,7          | JR West : Shinkansen Hokuriku                                                                                           | Awara                            | Préfecture de Fukui   |
| Hosorogi                         | 細呂木       | 75,5          | | Awara                            | Préfecture de Fukui   |
| Ushinoya                         | 牛ノ谷       | 78,6          | | Awara                            | Préfecture de Fukui   |
| Daishōji                         | 大聖寺       | 84,3          | IR Ishikawa Railway : IR Ishikawa Railway (interconnexion)                                                              | Kaga                             | Préfecture d'Ishikawa |